# Kashf-e hijab

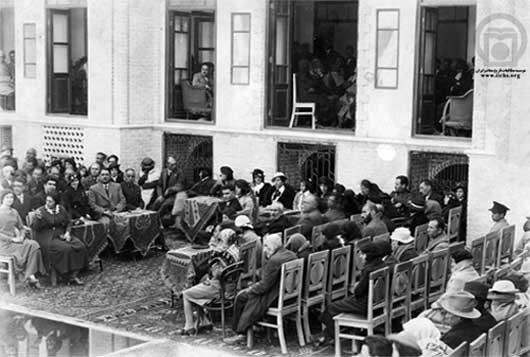
Kashfe Hijab em Qom

Em 8 de janeiro de 1936, Reza Xá do Irã (Pérsia) emitiu um decreto conhecido como Kashf-e hijab (também romanizado como "Kashf-e hijāb" e "Kashf-e hejāb", persa : کشف حجاب , lit.  'Revelação') banindo todos os véus islâmicos (incluindo o hijabe e o chador), um decreto que foi implementado com rapidez e força. O governo também proibiu muitos tipos de roupas masculinas tradicionais. Desde então, a hijabquestão tornou-se controversa na política iraniana. Um dos legados duradouros de Reza Xá foi transformar o vestuário em um problema integral da política iraniana.